# Mathieu Ravignat
Mathieu Ravignat (né le 18 janvier 1973 à Orléans (Ontario)) est un homme politique canadien. Il a été député néodémocrate de Pontiac de 2011 à 2015.

## Biographie
De descendance Belge et Canadienne-Française. De sa mère il est un descendant d'un Soldat du regiment Carignan-Salières en Nouvelle-France. Il a passé son enfance à Orléans en Ontario et à Gracefield au Québec. Après avoir grandi à Orléans, Mathieu Ravignat s'installe à Cantley dans la circonscription du Pontiac en Outaouais dans la province de Québec et y fonde une famille. Titulaire d'une maîtrise en sciences politiques de l'Université d'Ottawa, il travaille sur les questions environnementales et sur les affaires autochtones pour le Conseil de recherche en sciences humaines du Canada.
Actif dans le milieu syndical, il est le cofondateur de la section locale 2626 du Syndicat canadien de la fonction publique et été membre de l’Alliance de la fonction publique du Canada durant 10 ans.
Lors de sa candidature en 2011, il est chercheur en sciences sociales.

## Engagement politique
Lors de l'élection fédérale de 1997, il est candidat comme indépendant dans la circonscription de Laurier—Sainte-Marie.
À la suite du désistement du candidat du Nouveau Parti démocratique dans Pontiac, il est investi par le parti pour les élections fédérales de 2011. Le 2 mai 2011, à la surprise générale, il défait largement le ministre conservateur et député sortant Lawrence Cannon par 45,71 % contre 29,5 %.

### Député de Pontiac
Actif au sein du caucus du NPD, Mathieu Ravignat a été porte-parole adjoint de l'opposition officielle au Commerce international de juin à septembre 2011 et porte-parole en titre aux Travaux publics et aux Services gouvernementaux de septembre 2011 à avril 2012.
Il a été par la suite porte-parole de l’opposition officielle pour le Conseil du trésor jusqu'à la fin de son mandat de député. À ce titre, il siège au Comité permanent des Comptes publics. Il lui arrive de siéger aux comités des Affaires autochtones et des Langues officielles en tant que membre associé.
Engagé pour la défense des droits humains, il est membre du Groupe parlementaire multipartite pour la prévention du génocide et autres crimes contre l’humanité. Enfin, il est membre de nombreux groupes interparlementaires : outre le groupe d'amitié parlementaire Canada-Belgique (qu'il a contribué à fonder), il siège au sein de l'Assemblée de la Francophonie, l'Association parlementaire Canada-Europe, l'Association interparlementaire Canada-France ainsi que les Groupes interparlementaires des États-Unis et de l’Irlande.
Lors des élections fédérales de 2015, il est défait par le candidat libéral William Amos.

## Engagement sportif
Mathieu Ravignat est sensei de l'Association de karaté traditionnel Daijiken de Wakefield qu'il a lui-même fondé. Il enseigne aux enfants sans buts lucratif. Après son élection, Il continue d'enseigner le karaté dans le club de Wakefield à titre bénévole.Cet engagement dans les arts martiaux lui vaut le surnom de « Karaté Kid », parfois employé par la presse. Il est aussi un des fondateurs du Hokubei Canada Kenshi-kai Karate-jutsu et Kobu-jutsu une association nationale d'art-martiaux affiliée avec l'Association Hokubei de l'Amérique du Nord et avec l'Organisation Internationale Kenshi-kai d'Okinawa.http://www.ancienthand.net/branch-dojo.html

## Honneurs
- Octroyé des armoiries, un cimier, une bannière et un drapeau par la reine Élisabeth II et l'Autorité héraldique du Canada.
- Octroyé la médaille du Jubilée de diamant de la reine Élisabeth II, 2012.
- Octoyé la médaille du Souverain pour les bénévoles, 2018.